# Wapen van Beieren
Het wapen van Beieren is het wapen van de huidige bondsstaat Beieren en zijn voorgangers. Het was ook het wapen van het Huis Wittelsbach, dat o.a regeerde in Beieren, de Palts, Gulik-Berg en Holland-Henegouwen.

vrijstaat Beieren

## De wapens van Beieren tot 1777
In de vroege Middeleeuwen hebben de hertogen van Beieren verschillende wapens naast elkaar gevoerd. De belangrijkste daarvan zijn het wapen met de blauw-witte ruiten en het wapen met de gouden leeuw op een zwart veld. Toen de dynastie ook het bewind ging voeren in het keurvorstendom van de Palts, ontstond de gewoonte het wapen met de ruiten in de eerste plaats te verbinden met het hertogdom Beieren en het wapen met de leeuw met het keurvorstendom van de Palts. Zowel de hertogen als de keurvorsten zijn echter altijd beide wapens blijven voeren, weliswaar in verschillende volgorde. De hertogen van Beieren voerden dit wapen tot 1623. De keurvorst van de Palts verloor zijn waardigheid en zijn landen tijdens de Dertigjarige Oorlog vanwege zijn opstand tegen het keizerlijk gezag. De keizer droeg de keurvorstelijke waardigheid en de Opper-Palts over aan de hertog van Beieren. Aan de keurvorstelijke waardigheid van de Palts was het aartsambt van drost verbonden en het bijbehorende wapen werd dus opgenomen in het wapen van Beieren.

wapen van Beieren
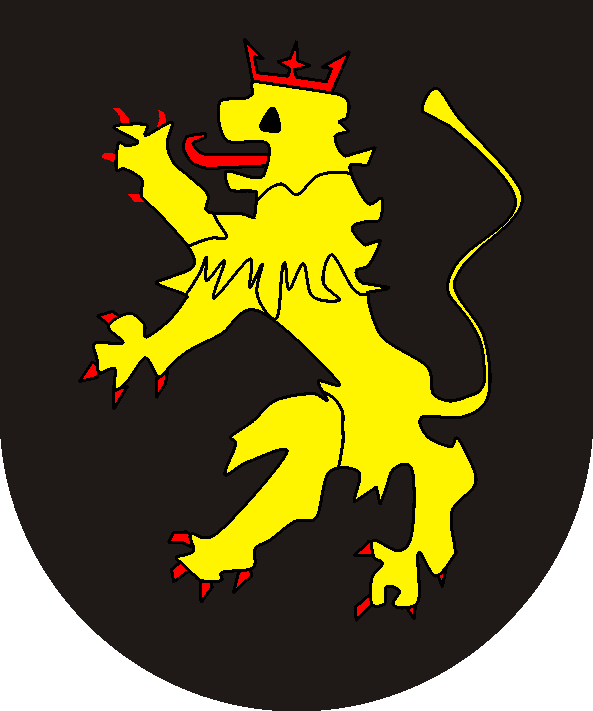
wapen van de Palts
combinatie gevoerd door hertogen van Beieren
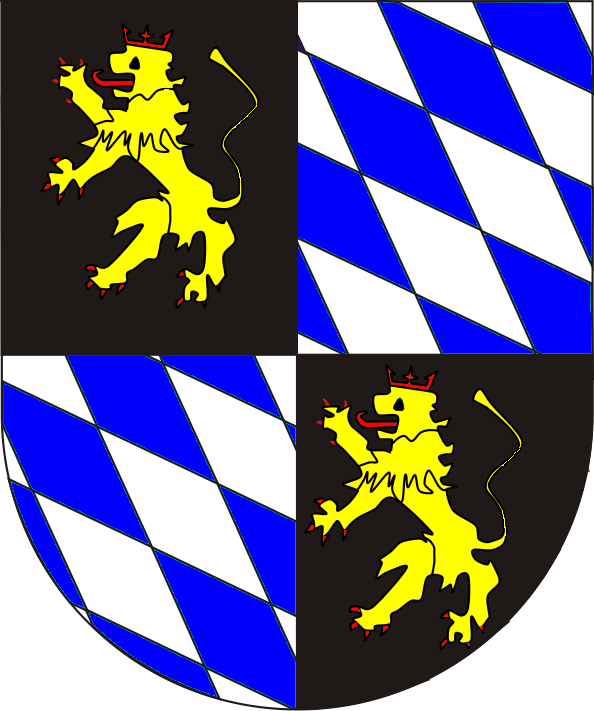
combinatie gevoerd in de Palts
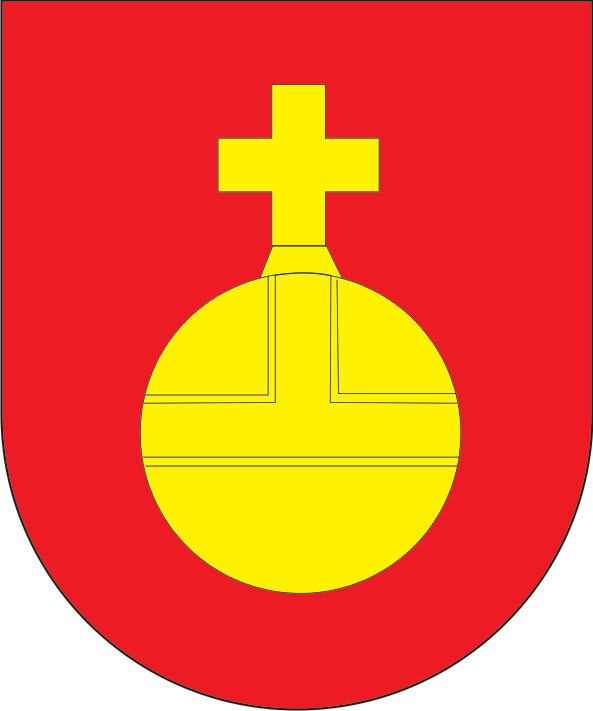
wapen van de aartsdrost
keurvorstendom Beieren

## Het wapen van Palts-Beieren van 1777 tot 1799
Nadat de dynastie in München in 1777 was uitgestorven, werden de keurvorstendommen Beieren en de Palts verenigd onder keurvorst Karel Theodoor. Voortaan werd het land Palts-Beieren genoemd. Met het keurvorstendom van de Palts was een aantal nevenlanden verbonden: de hertogdommen Berg en Gulik en de graafschappen Veldenz en Sponheim. De keurvorst was ook in het bezit van het markiezaat Bergen op Zoom. Het wapen van Bergen op Zoom werd ook gevoerd, hoewel dit gebied niet Reichsunmittelbar was, maar deel uitmaakte van het hertogdom Brabant. Verder voerden de keurvorsten de wapens van een aantal gebieden, waarop zij recht meenden te hebben, maar die in het bezit waren van andere vorsten: Kleef, Mark, Ravensberg en Moers.

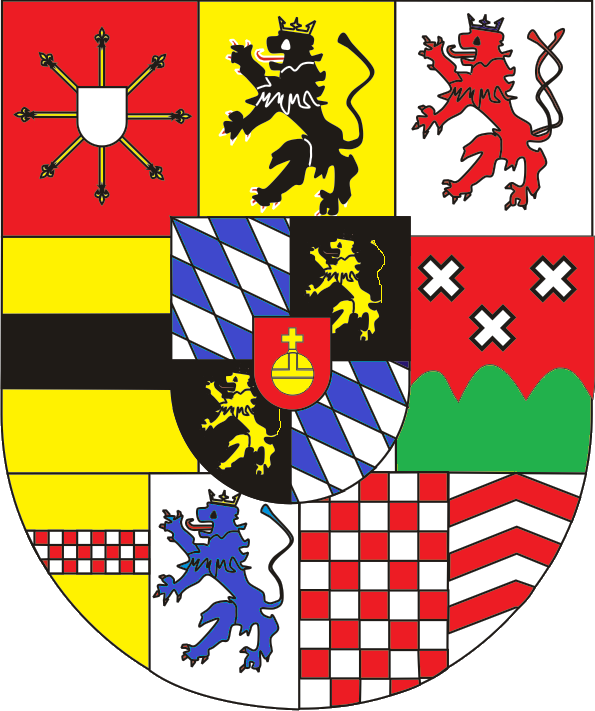
wapen van Palts-Beieren
wapen van Palts-Neuburg
hertogdom Kleef
hertogdom Gulik
hertogdom Berg
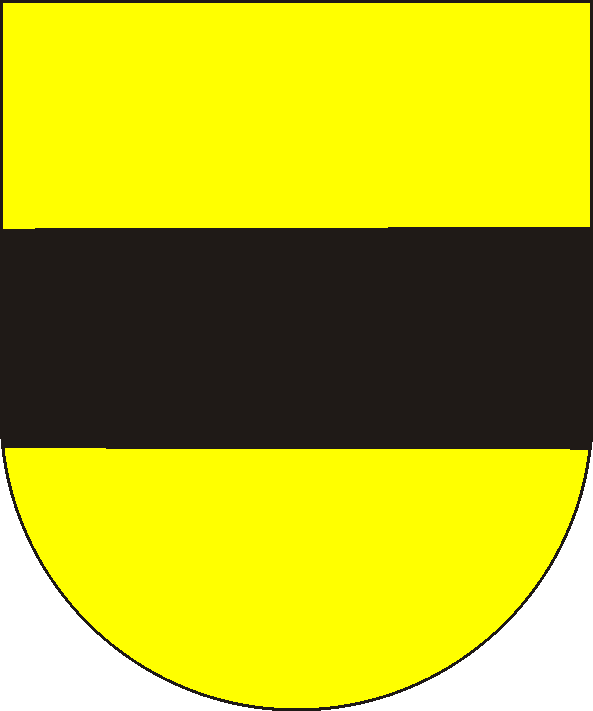
graafschap Meurs
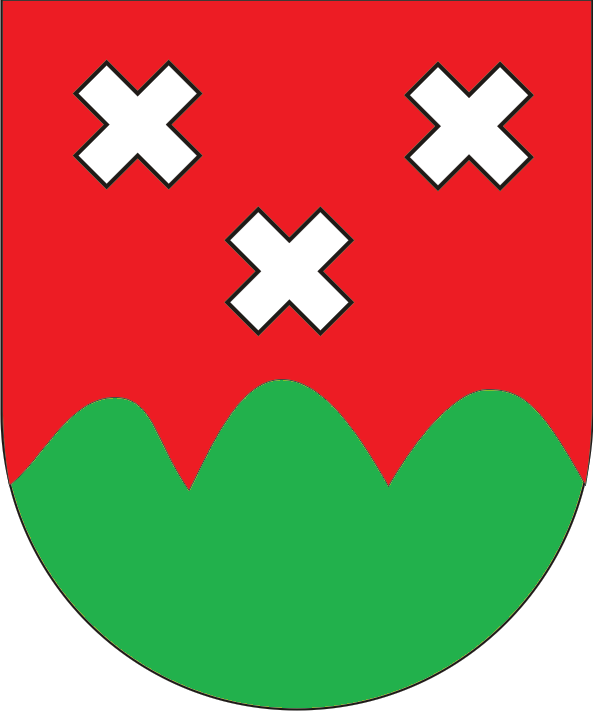
markiezaat Bergen op Zoom
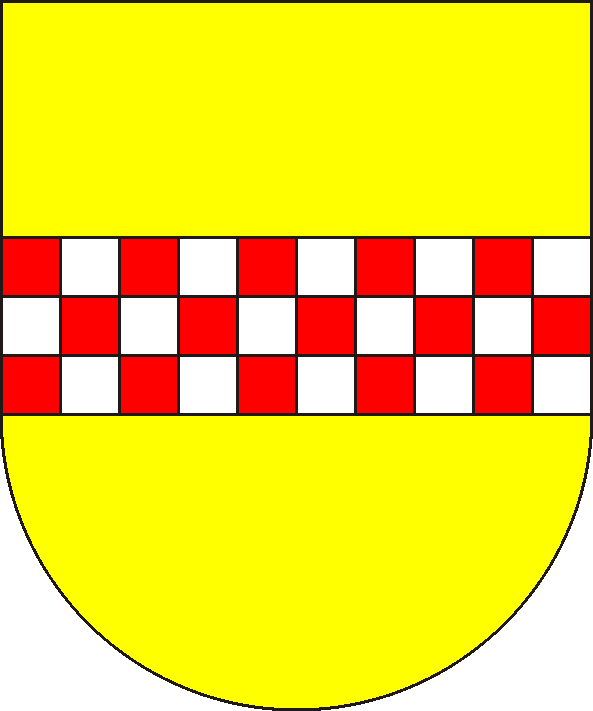
graafschap Mark
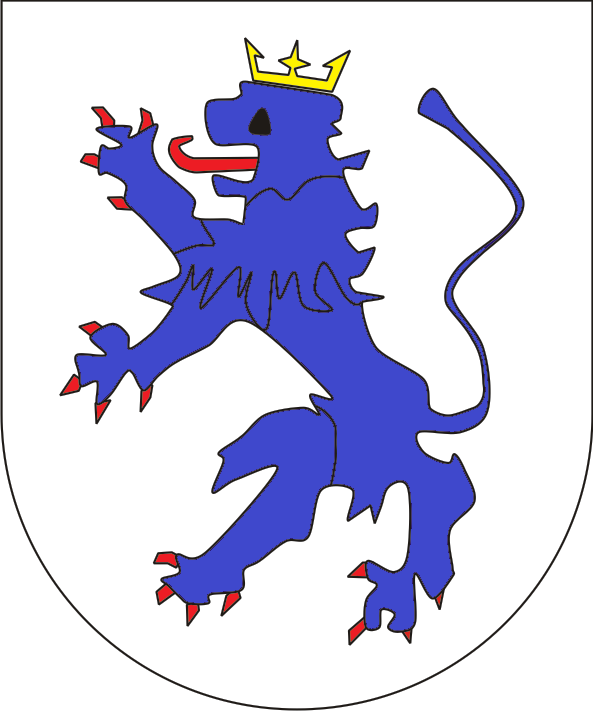
graafschap Veldenz
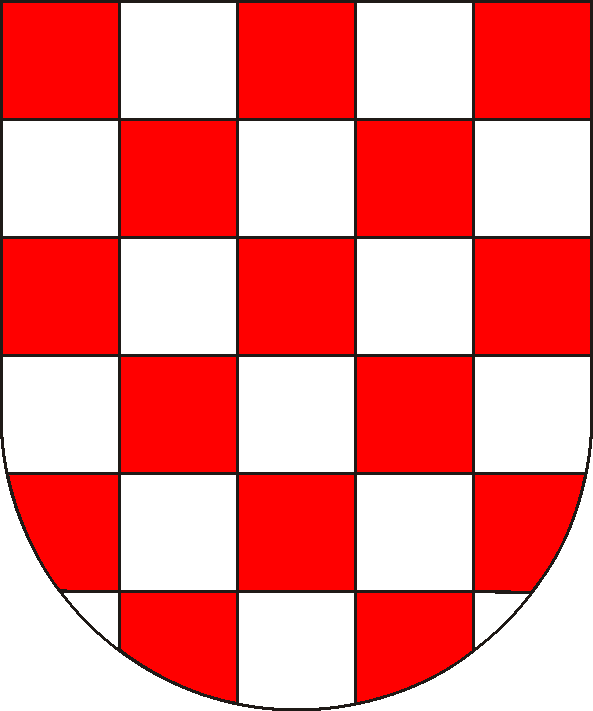
graafschap Sponheim
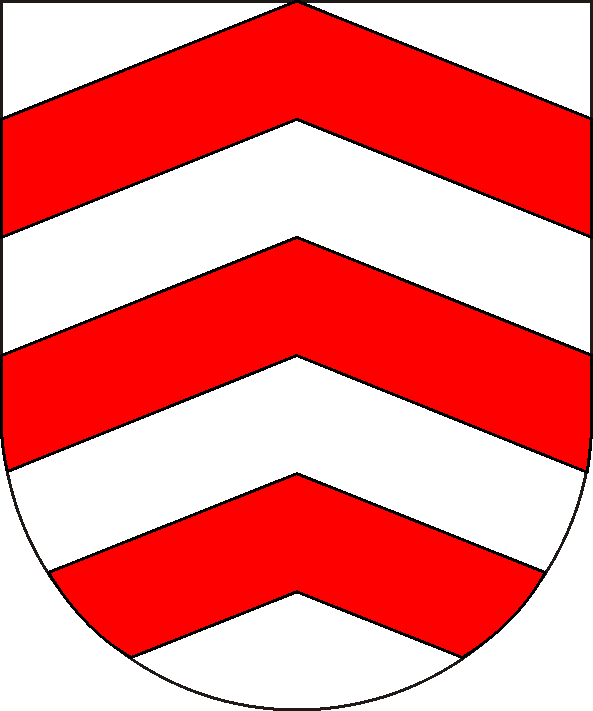
graafschap Ravensberg

## Het wapen van Palts-Beieren van 1799
Met de dood zonder erfgerechtigde nakomelingen van keurvorst Karel Theodoor in 1799 was er opnieuw een dynastieke wisseling in München. De keurvorstendommen vielen toe aan de hertog van Palts-Zweibrücken, Maximiliaan IV Jozef. De situatie was ten gevolge van de Franse Revolutie sterk in beweging. Het op de linkeroever van de Rijn gelegen deel van de Palts was bij Frankrijk ingelijfd, evenals de nevenlanden Gulik, Veldenz en Sponheim. Voor het stamland van de nieuwe keurvorst, Zweibrücken, gold hetzelfde. De nieuwe keurvorst bleef echter al zijn oude wapens en titels voeren. Bij deze verloren gebieden behoorden ook de in de Elzas gelegen heerlijkheden Rappolstein en Hoheneck.

wapen van Palts-Beieren
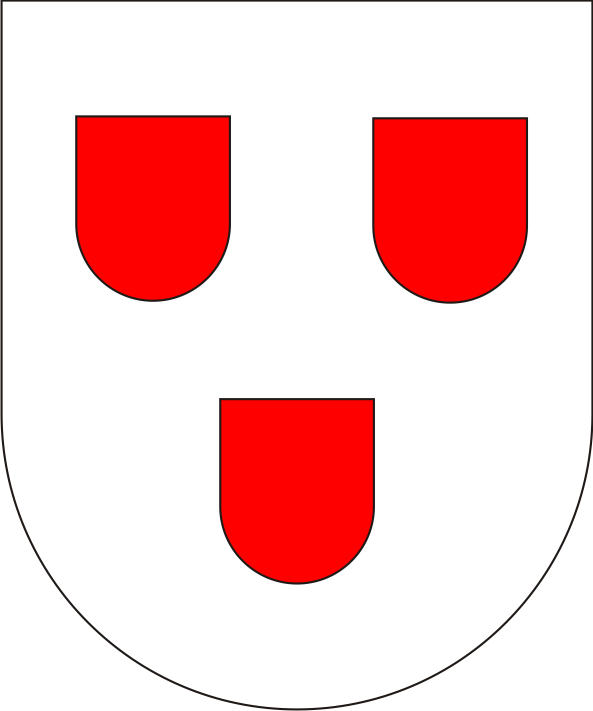
graafschap Rappoltstein
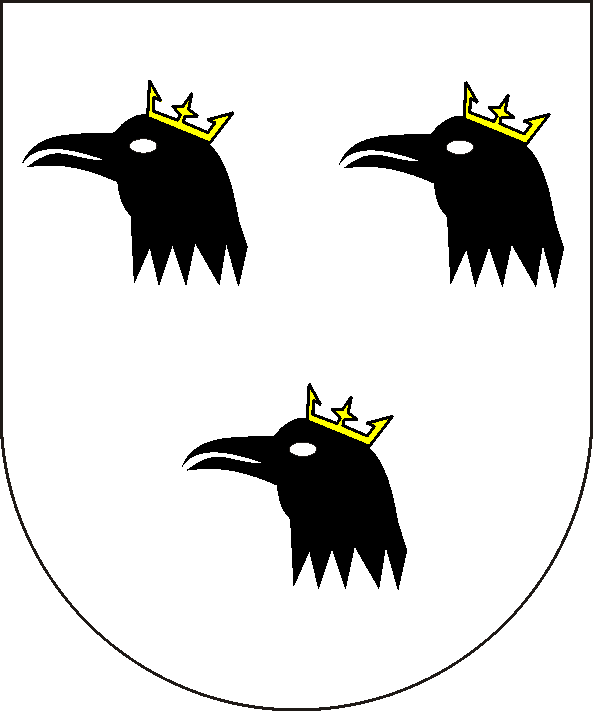
heerlijkheid Hoheneck

## Het wapen van het keurvorstendom Beieren van 1804
Door de Reichsdeputationshauptschluss van 1803 werd de keurvorst schadeloos gesteld voor zijn verliezen aan Frankrijk. De keurvorst stond ook zijn deel van de Palts op de rechter Rijnoever af aan andere Duitse vorsten en daarvoor kreeg hij een aantal prinsbisdommen, abdijen en rijkssteden. De prinsbisdommen werden voortaan vorstendom genoemd en de abdijen en rijkssteden graafschap of heerlijkheid. In het nieuwe wapen kwamen de grotere nieuwe gebieden voor, maar ook een aantal oudere gebieden werden nu in het wapen opgenomen: Leuchtenberg, Helfenstein en Mindelheim. Ook aan aantal oude aanspraken bleef aanwezig: Kleef-Mark-Ravensberg.

wapen van Beieren
vorstendom Würzburg
vorstendom Bamberg
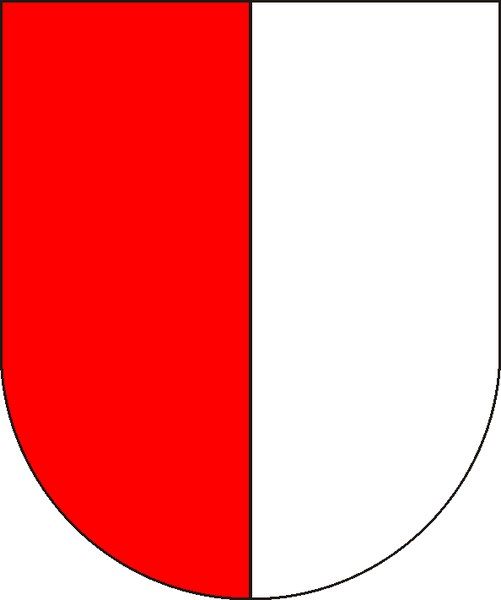
vorstendom Augsburg
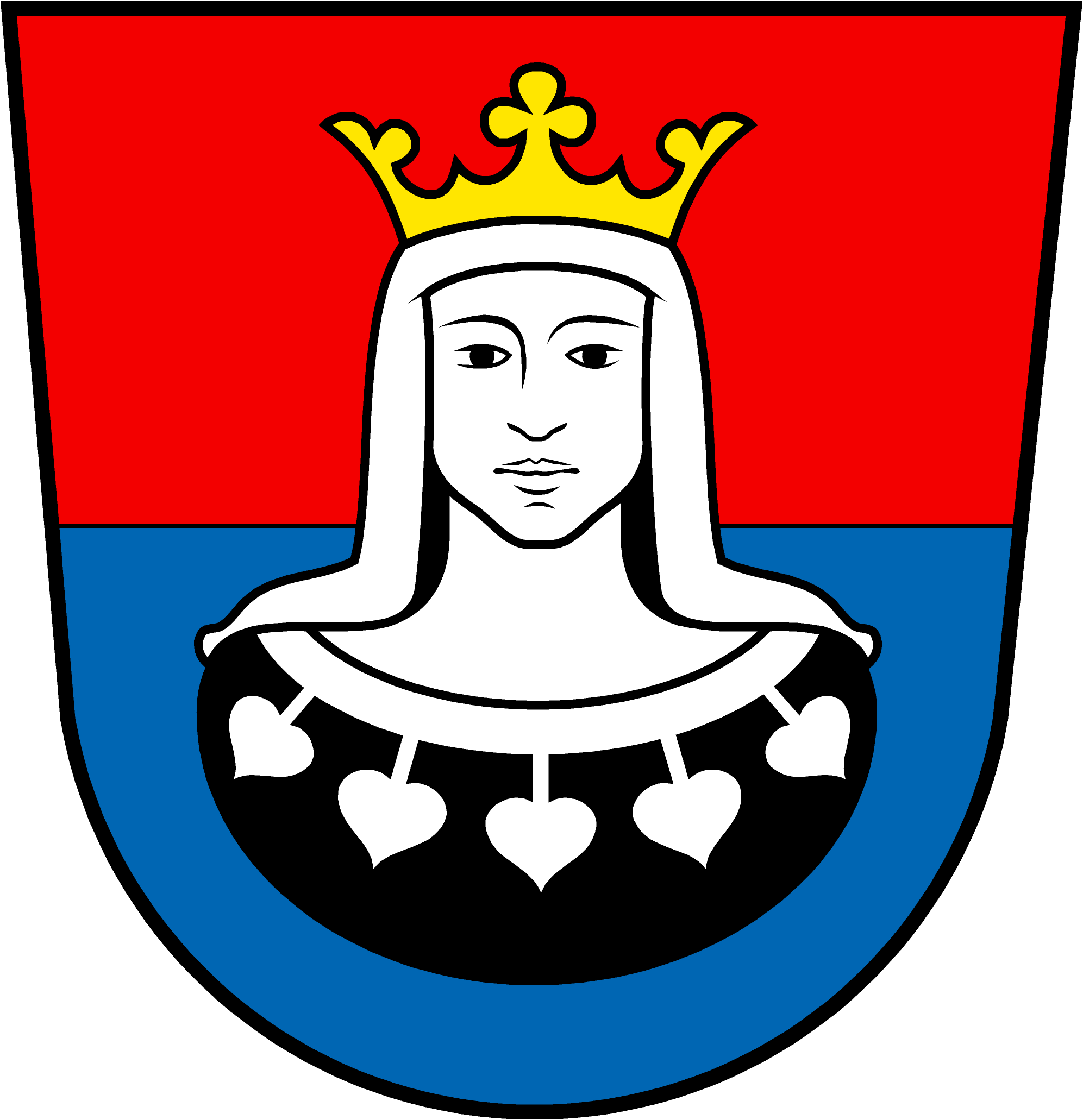
vorstendom Kempten
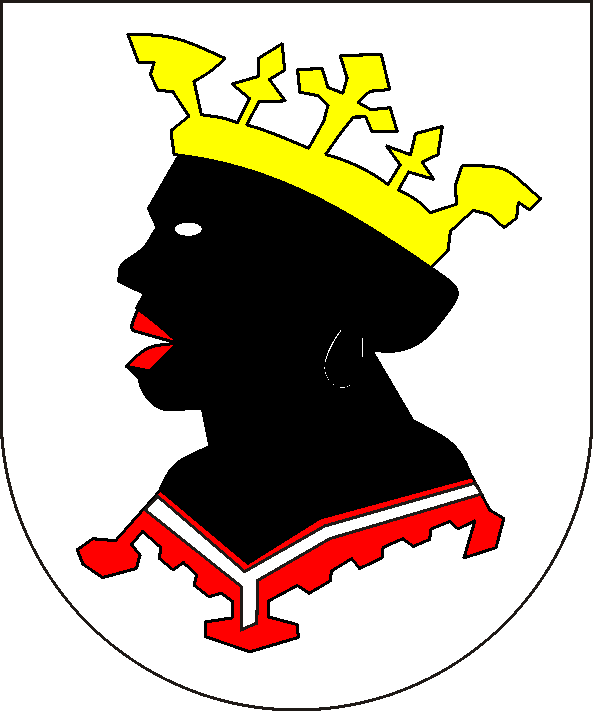
vorstendom Freising
vorstendom Passau
vorstelijk landgraafschap Leuchtenberg
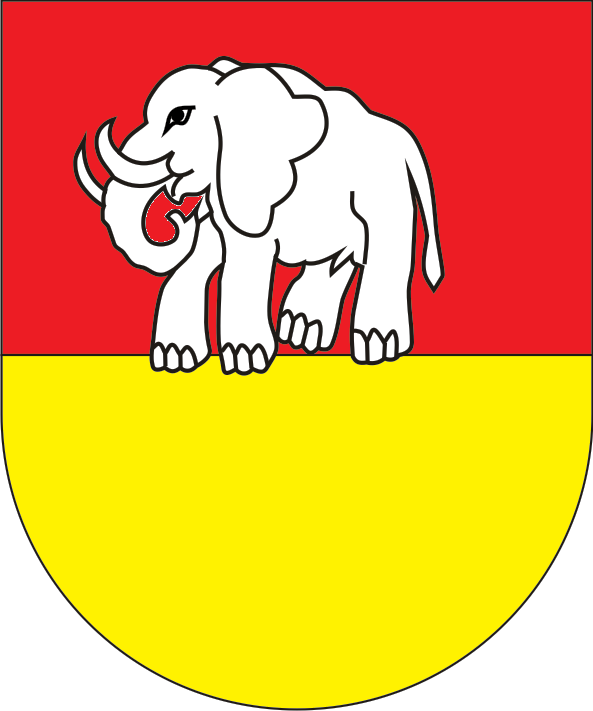
graafschap Helfenstein
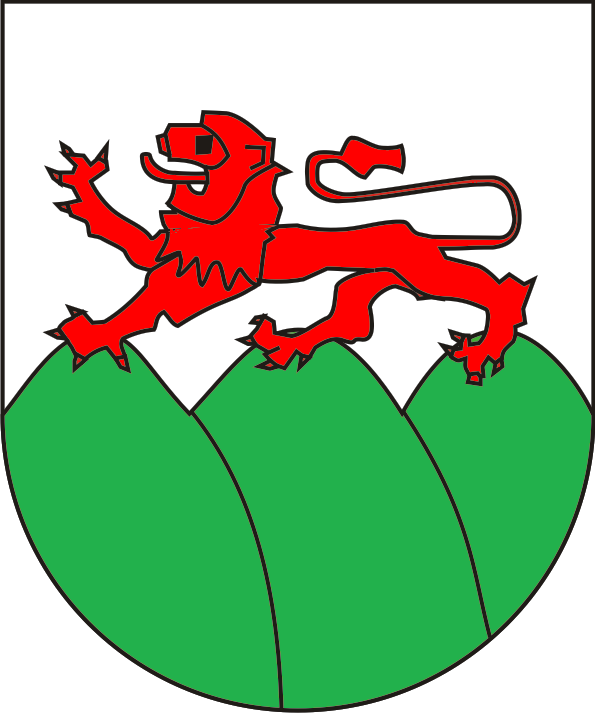
heerlijkheid Mindelheim
graafschap Ottobeuren
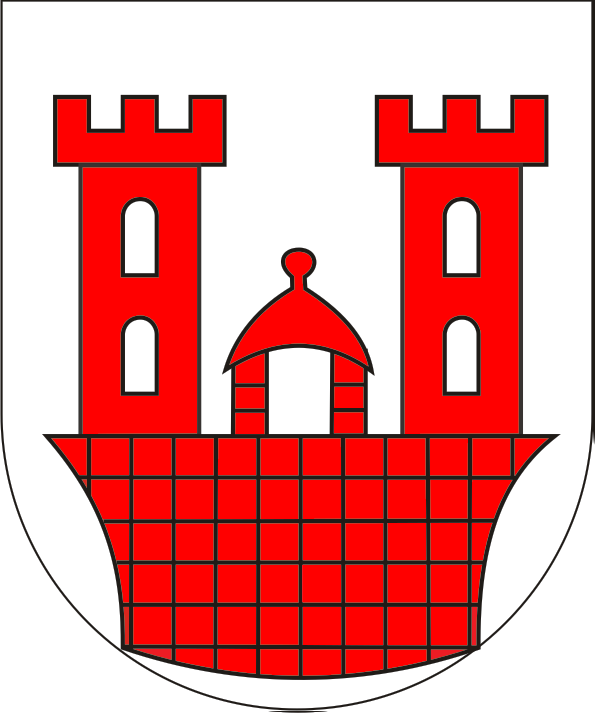
heerlijkheid Rothenburg

## De wapens van het koninkrijk Beieren
Op 1 januari 1806 nam de keurvorst van Beieren op basis van de Vrede van Bratislava de koningstitel aan. Het wapen werd sterk vereenvoudigd en voorzien van de nieuwe koningskroon. Nadat er op 6 augustus 1806 een eind was gekomen aan het Heilige Roomse Rijk, waren ook de keurvorstelijke rechten verdwenen. Op 20 december 1806 werd er daarom alweer een nieuw wapen ingevoerd, waarin alleen de kroonjuwelen werden afgebeeld. In 1835 werd de traditie van de samengestelde wapens weer opgenomen. Nu werden echter niet alle vorstendommen meer weergegeven, maar werden de verschillende stamgebieden gesymboliseerd door een historisch wapen. Voor Zwaben het voormalige Oostenrijkse markgraafschap Burgau, voor Franken het hertogelijk wapen van Franken-Würzburg en voor de Rijn-Palts het wapen van het graafschap Veldenz.

koninkrijk Beieren 1806
koninkrijk Beieren 1806-1835
koninkrijk Beieren 1835-1918
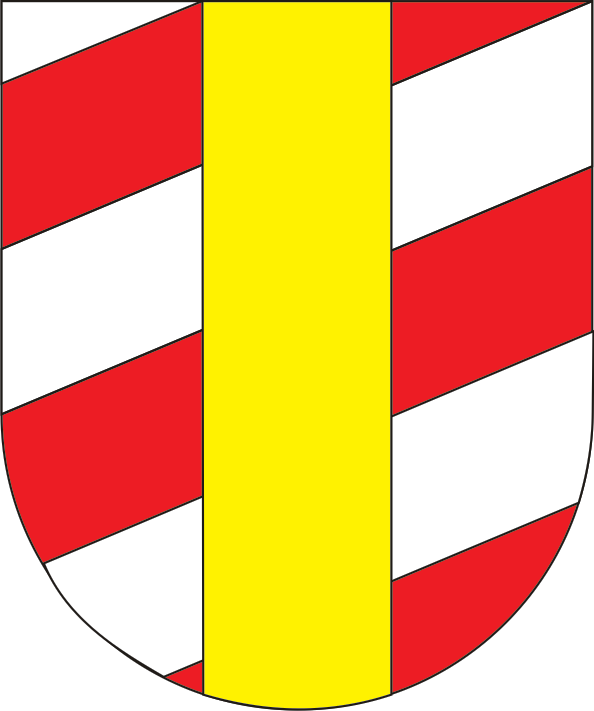
markgraafschap Burgau
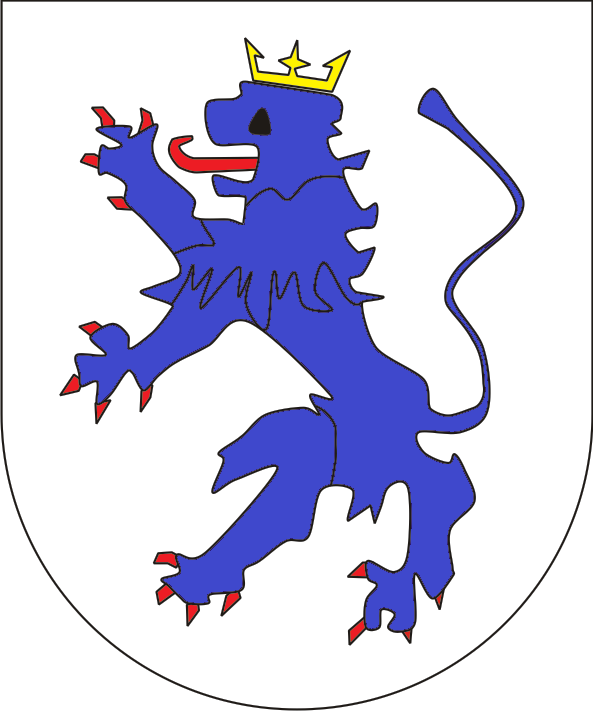
graafschap Veldenz

## De wapens van de vrijstaat Beieren
Na het afschaffen van de monarchie in 1918 werd het wapen gemoderniseerd. De historische Duitse stammen binnen Beieren vervingen de vorstelijke titels. Veldenz en Burgau verdwenen en Beiers Zwaben werd aangeduid met een half wapen van het hertogdom Zwaben. Na de Tweede Wereldoorlog werd het wapen in 1950 nog eens aangepast. Het wapen met de panter, dat in de Middeleeuwen ook wel door de Beierse hertogen werd gevoerd, symboliseerde de oude Beierse gebieden Opper- en Neder-Beieren.

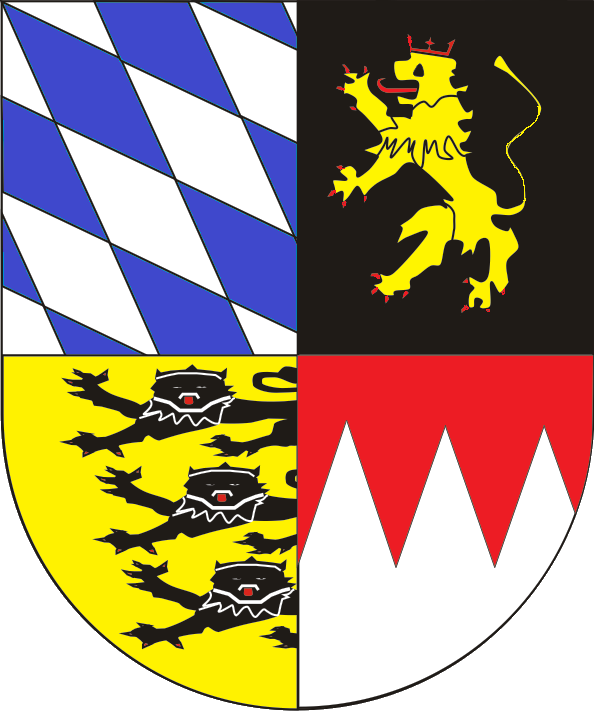
vrijstaat Beieren van 1923 tot 1950
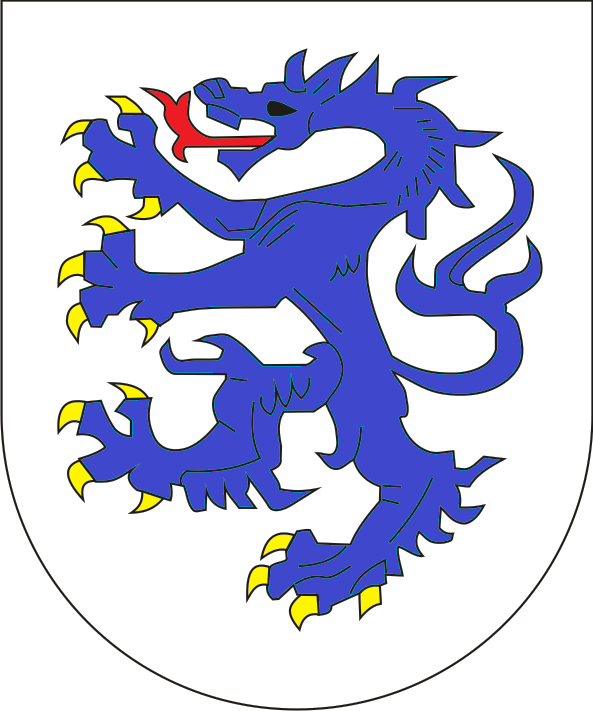
Oud-Beieren
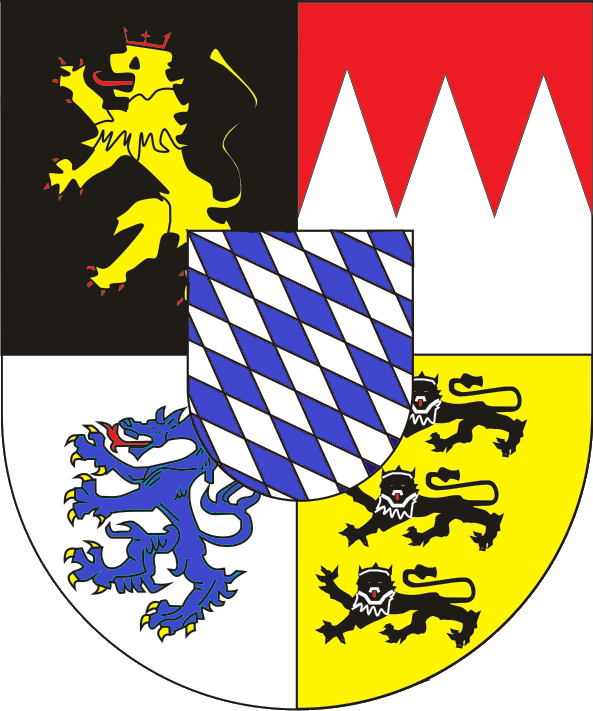
vrijstaat Beieren sinds 1950